# Гродненская крепость
Гродненская крепость, Крепость Гродна (тет-де-пон) — система укреплений города Гродно, существовавшая в XII—XX веках.
С 1912 года по 1920-е годы функционировала как фортовая крепость Российской империи, Германской империи и Польской Республики.

## Средневековье и период Речи Посполитой
Начиная с XII века город Гродно имел оборонительные сооружения. Они представляли собой комплекс гродненского княжеского замка и средневекового города. В XIV—XVI веках город возможно имел каменные стены с башнями, которыми был окружён.
Строительство первых укреплений города Гродно, вынесенных за пределы города, может быть отнесено к 13-летней войне (1654—1667 годы). Именно тогда вокруг города появились земляные валы со рвами перед ними. Эти укрепления были сооружены армией Великого княжества Литовского до начала войны, а позже были развиты русским гарнизоном, находящимся в Гродно в 1655—1657 годах.
В период Северной войны эти укрепления были ещё более развиты русской армией. В 1705 году Пётр I избрал Гродно для размещения своей армии на зиму. Уже осенью русская армия начала возведение укреплений вокруг города. Приведём их описание: «По приходе под Гродно, русская армия стала возводить обширные укрепления, состоявшие из высокого бруствера, прикрытого широким рвом и обороняемого многочисленной артиллерией; на многих местах находились штурмовые бочки. Предместья были выжжены». Зимой все скаты валов, обращённые к противнику, были политы русскими войсками водой и обледенели. В январе 1706 г. шведская армия во главе с Карлом XII подступила к Гродно, но не решилась его атаковать. В марте русские войска отступили из Гродно.
Планы строительства новых укреплений Гродно начали разрабатываться уже в конце XVIII века, во времена упадка Речи Посполитой. Создание укреплений с востока Гродно было начато в мае — июне 1792 года под руководством капитана инженерной службы Михаила Соколинского. Вокруг города подсыпались валы, устроенные ещё во время Северной войны. На валы ставились пушки. Однако быстрый ход военных действий в войне за Конституцию 3 мая не позволил закончить эти работы вовремя. Уже 25 июня 1792 года русские войска графа Толстого заняли Гродно. Польский гарнизон без боя отступил.

## Проекты конца XVIII — первой половины XIX веков
С 1795 года Гродно вошёл в состав Российской империи. На новые территории были отправлены российские военные инженеры, для осмотра и исправления существовавших в Речи Посполитой крепостей. Один из них, инженер-капитан К. И. Оперман, высказал в своём докладе мысль о создании крепости в Гродно. Чуть позже, уже в начале XIX века, были составлены и два плана укрепления города (план 1807 г. и 1810 г.). Согласно этим планам вокруг города должна была появиться совершенно новая система укреплений. Эти укрепления (бастионы, редуты) носили временный характер и должны были быть выполнены из земли. Начавшаяся война с Наполеоном перечеркнула эти планы.
Следующие планы (1823, 1831 год) также не были реализованы. Князь Варшавский высказался за создание в Гродно долговременной крепости. Проектов было составлено несколько, инженер-генералами О. О. Фрейманом, А. И. Фельдманом и И. И. Деном (в 14 000 000 рублей). Ситуация изменилась только в последней трети XIX века.

## Земляные укрепления

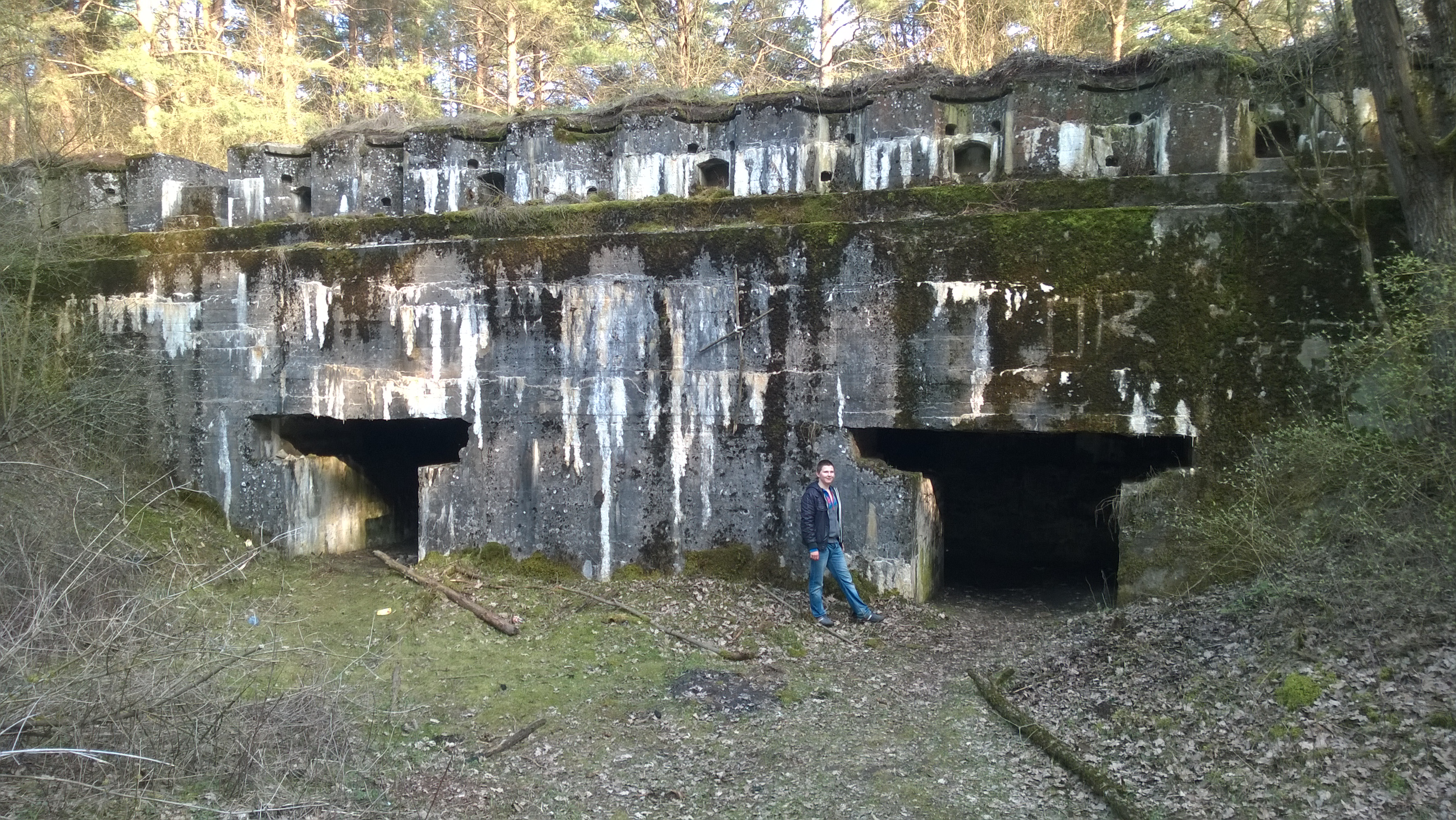

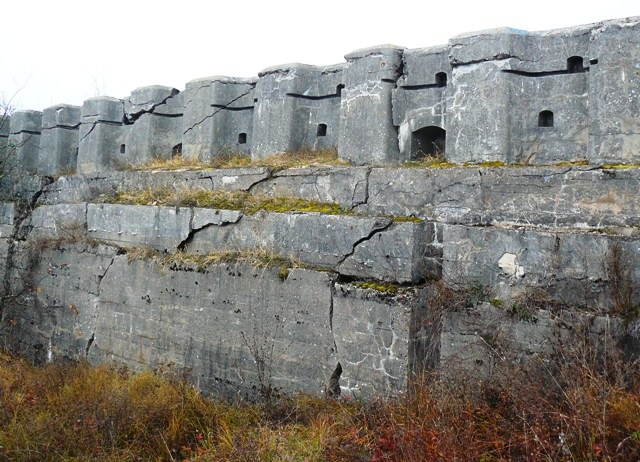

К 1879 году военным министром России Д. Милютиным был составлен доклад об укреплении Гродно. В соответствии с этим докладом Гродно укреплялся против полевых войск и артиллерии противника. Укрепления должны были быть земляными. Предполагалось построить пять фортов на 64 орудия и на 10 рот пехоты. С некоторыми изменениями этот план стал претворяться в жизнь в 1887—1889 годах.
Каждый гродненский форт возводился из земли и был рассчитан на три роты пехоты и 4 небольших орудия. Строительством укреплений руководил военный инженер подполковник Иван Никифорович Кайгородов. Кроме фортов было построено и укрепление «Царский люнет». Четыре форта были расположены на левом берегу Немана — вокруг Занеманского форштадта, а один форт (№I) — на правом берегу. Построенные укрепления получили название «Гродненская укреплённая позиция». Вскоре после окончания строительства было принято решение о постройке ещё двух фортов (№VI и VII) на правом берегу Немана, для прикрытия города с севера.
В мобилизационный период Гродненская укреплённая позиция должна была быть усилена дополнительными укреплениями. Позиция находилась в ведении начальника 26-й пехотной дивизии, расквартированной в Гродно. Гарнизонную службу в укреплённой позиции нёс 20-й резервный пехотный кадровый батальон (1887—1891 годы). В 1892 году был сформирован Гродненский крепостной пехотный батальон. В 1908 году был сформирован 2-й Гродненский крепостной пехотный батальон (оба батальона были распущены в 1910 году).
К новым планам укрепления Гродно вернулись в начале XX века. Был составлен проект 1909 года, который остался нереализованным. В 1912 году был составлен новый план, предполагавший строительство новой крепости в Гродно. Основу её должны были составить бетонные форты и опорные пункты.

## Крепость в 1912—1915 годах

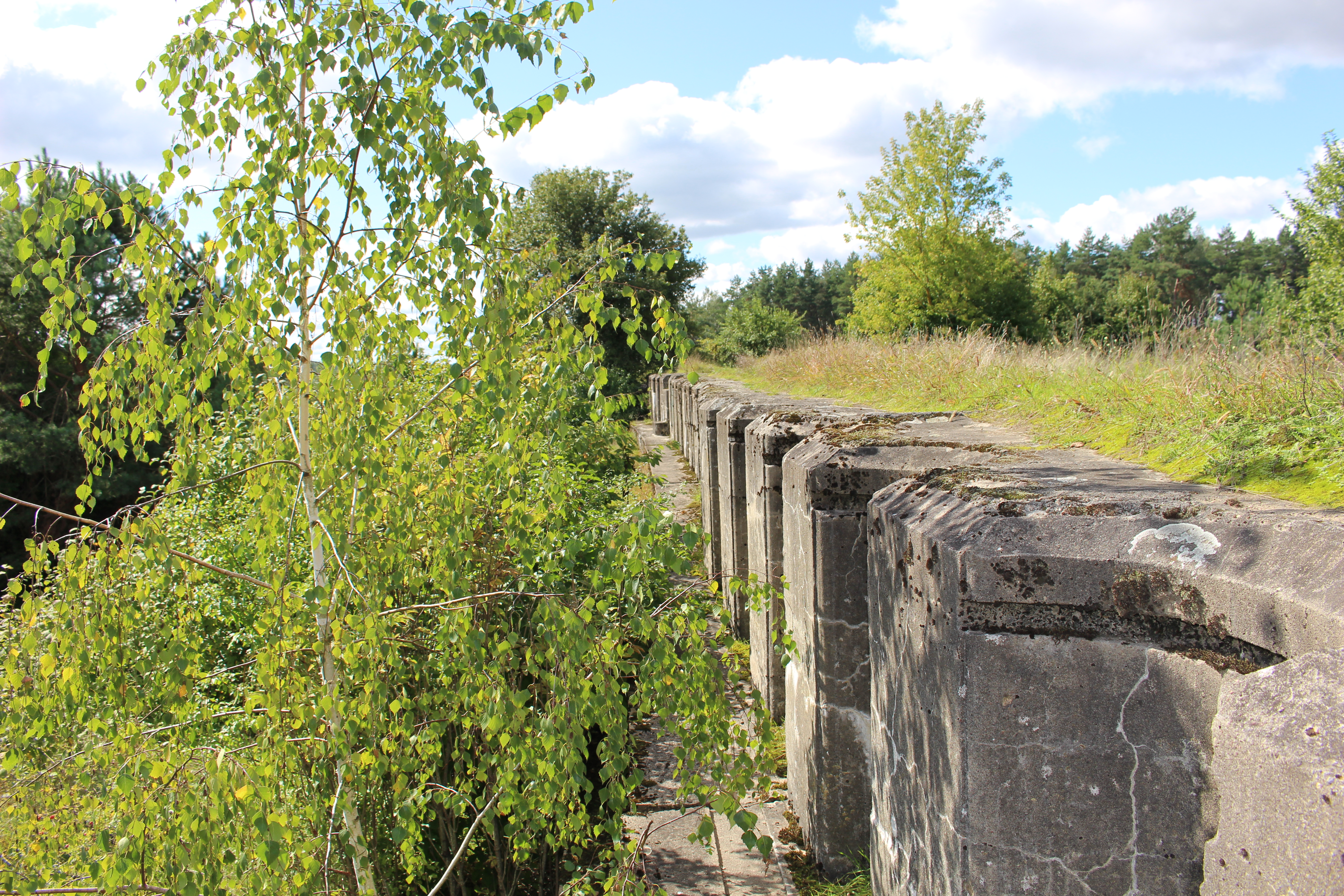

4 августа 1912 года российский император Николай II подписал указ о строительстве новой крепости в Гродно. Крепость должна была состоять из 13 фортов, 19 литерных опорных пунктов и 23 номерных опорных пунктов. Вторую линию обороны должны были составить устаревшие земляные форты. Строителем крепости был назначен военный инженер генерал-майор Дмитрий Павлович Колосовский. Комендантом крепости стал бывший начальник 26-й пехотной дивизии генерал-лейтенант Михаил Никифорович Кайгородов. Начальником штаба крепости стал генерал-майор Никандр Аркадьевич Лащилин.
В 1913—1914 годах появились первые крепостные части — Гродненская крепостная воздухоплавательная рота и крепостной авиационный отряд, Гродненская крепостная жандармская команда, крепостной гараж. Крепостные артиллерийские части начали формироваться только летом 1914 года. В командование Гродненской крепостной артиллерией вступил генерал-лейтенант Владимир Михайлович Криштафович. Крепостной сапёрный и телеграфный батальоны появились только летом 1915 года. До начала Первой мировой войны в Гродненской крепости были построены головные фасы бетонных брустверов 9 фортов (форты № I, II, III, IV, V, VI, VII, VIII, IX), головные фасы 6 опорных пунктов (№ 1, литера «А», литера «В», литера «Д», № 8, литера «К»), 2 основных пороховых погреба, 22 здания казарм и штабов.
До лета 1915 года строительные работы в Гродненской крепости были продолжены, однако большинство их заняло устройство промежуточных временных укреплений, окопов, артиллерийских позиций и др. В результате бетонных работ были построены: головные фасы бетонных брустверов на 2 фортах (№ XIII и X), головной фас бетонного бруствера опорного пункта литера «Е», 5 основных пороховых погребов, до 1 тысячи землянок и бетонных блиндажей, несколько мостов через Неман. Ни один форт или опорный пункт не был закончен даже на 50 %.
Гарнизон крепости составили ополченческие дружины. К августу 1915 года на вооружении Гродненской крепости находилось более 700 артиллерийских орудий.
Гродненская крепость сыграла роль опорного пункта для русских армий в сентябре 1914 года и в феврале 1915 года. На её базе проходило формирование различных частей русской армии. В феврале 1915 года германские войска вели бои за передовые крепостные позиции.
В состав гарнизона крепости Гродно в конце января 1915 года входили 17-я и 20-я бригады Государственного ополчения (12 дружин), 4 отдельные дружины Государственного ополчения, 174-й запасной батальон и несколько Оренбургских казачьих сотен. Артиллерия крепости имела 158 крепостных орудий и 65 полевых орудий. В феврале 1915 года немцы подошли к крепости, и ее артиллерия приняла участие в боях. 6 марта 1915 года немцы были отброшены от крепости.
С марта по август 1915 года крепость находилась в тылу фронта. Гарнизон крепости в середине июля 1915 года состоял из четырёх бригад Государственного ополчения – 4-й, 8-й, 20-й и 97-й.
20 августа 1915 года в ходе «Великого отступления» началась эвакуация Гродненской крепости. Часть укреплений была взорвана. Самые ожесточённые бои велись за группы укреплений фортов № III и IV. 2 сентября немцы атаковали форт №IV. Гарнизон форта под командованием командира батальона Красноярского 95-го пехотного полка капитана Н.С.Наркевича сократился до 30 человек. Наркевич приказал оставшимся в живых выйти из казематов и отбиваться ручными гранатами. В это время один из солдат случайно преждевременно взорвал гранату. Этот инцидент вызвал панику среди солдат. Тогда военный инженер капитан М.В. Десницкий отдал приказ сапёрам на взрыв форта. Однако пехотинцы напали на них и забрали подрывные шнуры. В подбрустверной галерее форта находилось до 150 раненых нижних чинов и офицеров, которых из-за непрерывного немецкого обстрела не могли отправить в тыл. Немцы прорвались во внутренний фортовой дворик и взяли в плен остатки гарнизона форта. 3 сентября прошли последние бои на правобережных фортах № XII  и XIII. Когда в них закончились снаряды, русская пехота начала отступать и форты были взорваны. Генералу Кайгородову затем было предъявлено обвинение в том, что он не проявил необходимого упорства в оборонительных боях.

## Гродненская крепость с 1915 года по наши дни

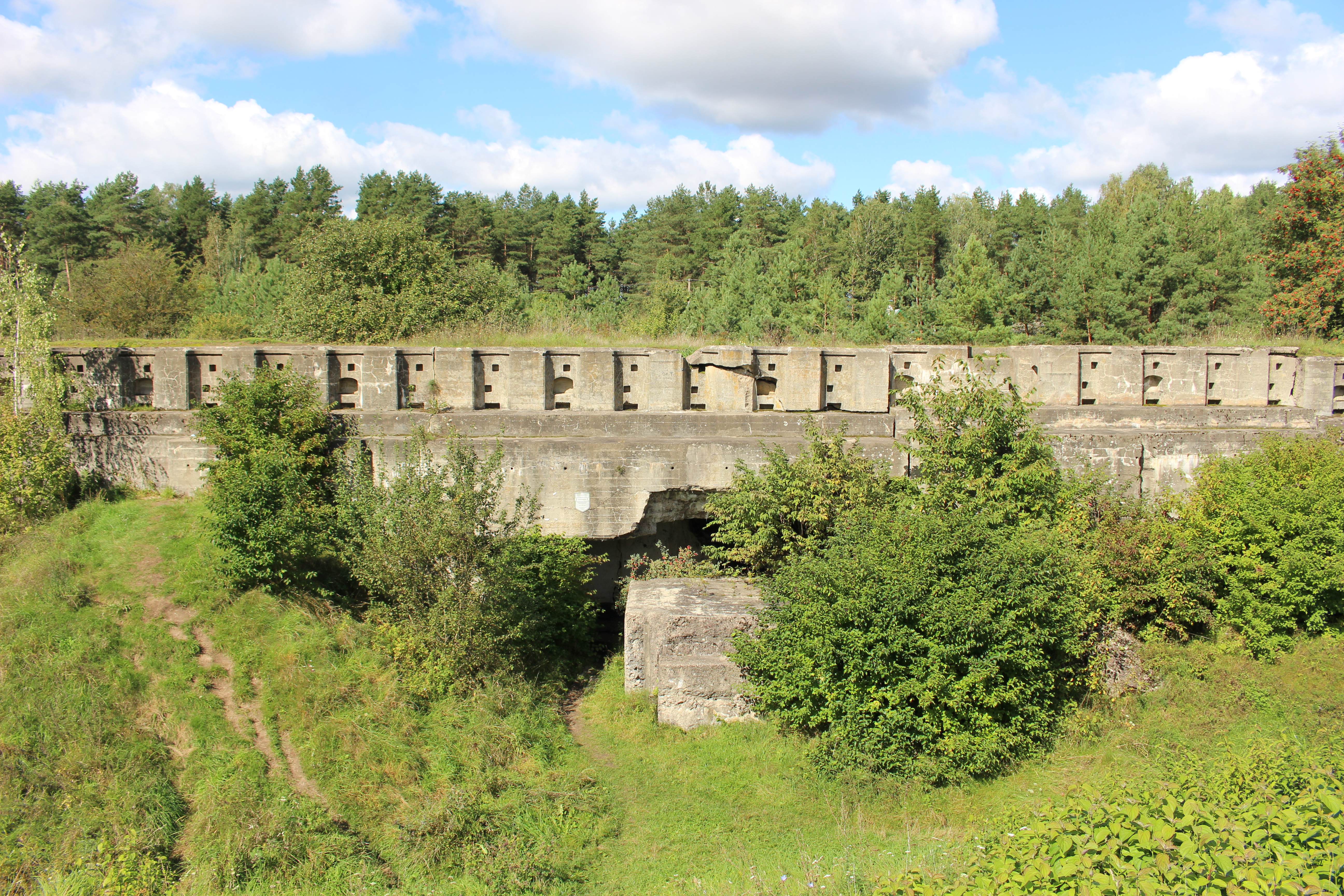
Форт № 2

В 1915—1919 году Гродненская крепость использовалась германской армией. Некоторые участки обороны были значительно усилены небольшими бетонными укреплениями (было построено более 150 наблюдательных пунктов, убежищ, ДОТов). Крепость имела свой гарнизон (7 батальонов ландштурма, армейский батальон, 8 батарей пешей артиллерии).

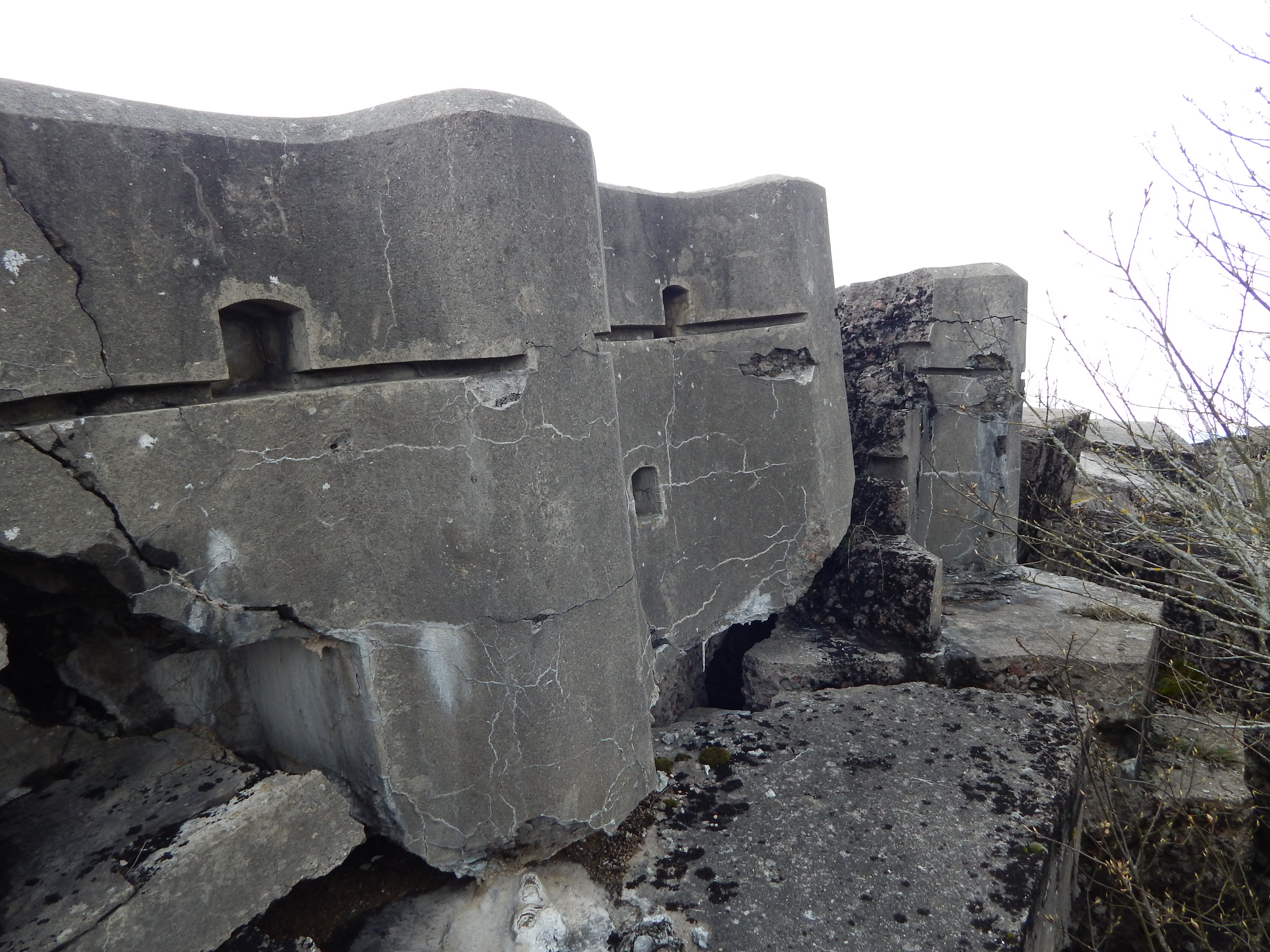
Форт № 1

С 1919 года Гродненская крепость перешла к Польше. Первым комендантом стал генерал Войцех Карлович Фалевич. Были выделены части гарнизона крепости. В ходе советско-польской войны укрепления Гродненской крепости использовались как польской, так и советской армиями.
С 1920 года Гродненская крепость, как и все крепости на территории Польши, получила статус «Укреплённой позиции» (пол. «Oboz Warowny»). С середины 1920-х годов она не имела гарнизона и фактически перестала существовать. Часть укреплений была разобрана.
После занятия Гродно Красной армией (сентябрь 1939 года) появились планы использовать укрепления бывшей крепости для обороны гродненского направления. Эти планы, однако, не были реализованы. Форт № IV использовался в качестве склада для боеприпасов.
На протяжении Второй мировой войны укрепления крепости использовались эпизодически. В июне 1941 года сильные бои велись за земляной форт № IV (постройки 1887—1889 гг.). В июле 1944 года укрепления форта № I были использованы наступавшей Красной армией. Форт № II немцы использовали для расстрела местных жителей и советских военнопленных.
Подорванные форты Гродненской крепости тем не менее вызывают интерес и включены в различные туристические маршруты.
Ряд объектов Гродненской крепости были внесены в Список историко-культурного наследия Беларуси.
На 2023 год сохранилось 13 фортов.